# Marcellus Crommelin

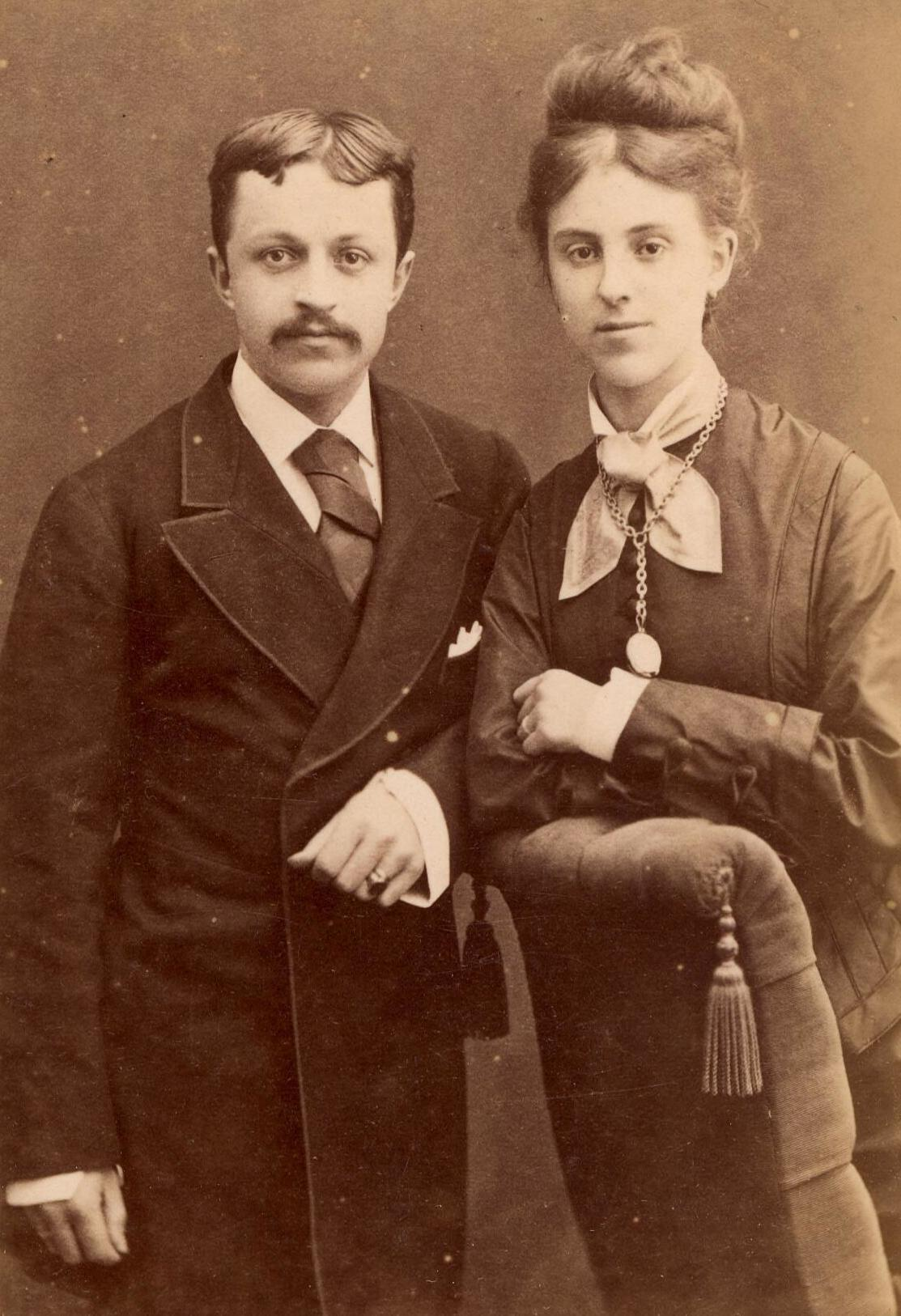
M. Crommelin en C.J.A. Bierens de Haan

Marcellus Crommelin (Amsterdam, 11 september 1851 − Amersfoort 1 oktober 1931) was een Nederlands burgemeester.
Crommelin was een lid van de familie Crommelin en een zoon van Samuel Crommelin (1809-1901) en Antonia Johanna Charlotta Emants (1821-1906). In 1877 werd hij benoemd tot burgemeester van Koudekerk aan den Rijn wat hij tot 1893 zou blijven. Hij trouwde in 1878 met Catharina Jacoba Abrahamina Bierens de Haan (1853-1923), dochter van prof. dr. David Bierens de Haan, met wie hij twee kinderen kreeg.